# Miklós Tomka

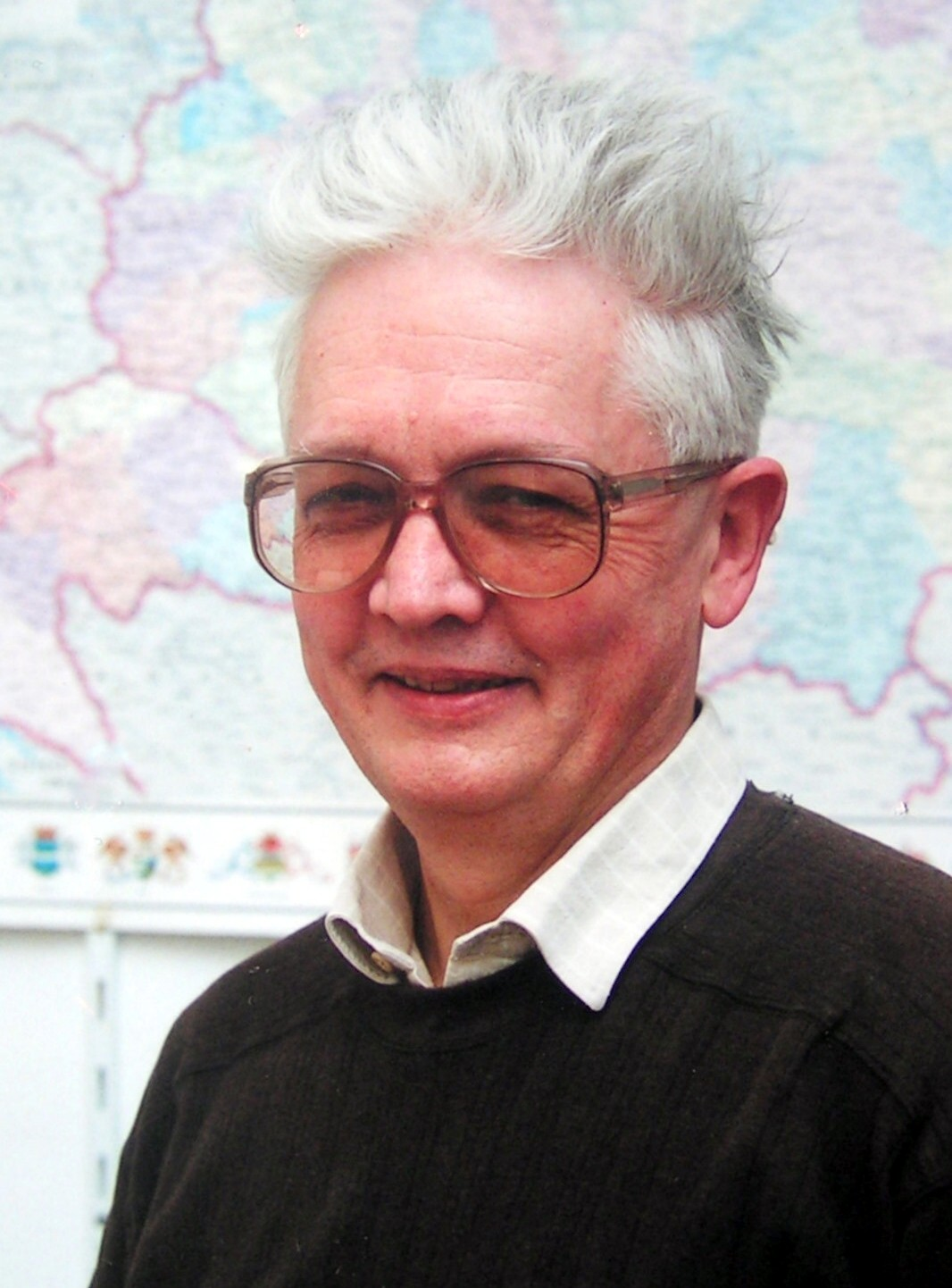
Miklós Tomka (1995)

Miklós Tomka (* 13. April 1941 in Budapest; † 25. November 2010) war ein ungarischer Religionssoziologe.

## Leben
Nach dem Schulbesuch studierte Tomka zunächst Ökonomie, ehe er ein Studium der katholischen Theologie und Religionssoziologie aufnahm. Nach seiner Habilitation im Fach Religionssoziologie war er als Hochschullehrer tätig und nahm einen Ruf als Professor an der Katholischen Péter-Pázmány-Universität an. Während der 1970er Jahre führte er insbesondere Untersuchungen über religiös-soziologische Prozesse und die religiöse Situation in Ungarn durch und entwickelte dabei ein differenziertes Religiositätsmodell, das die starre vorherrschende bipolare Entweder-oder-Sicht einer kirchlichen Orientierung auf der einen Seite und einem überzeugten Atheismus andererseits aufbrach.
Daneben war er nicht nur Direktor der Ungarischen Religionssoziologischen Forschungsstelle in Budapest, sondern auch Präsident der Katholischen Sozialakademie.
Neben seiner Lehrtätigkeit befasste er sich insbesondere durch seine religionssoziologischen Forschungsprojekte mit der katholischen Theologie in Österreich. Zusammen mit dem Professor für Pastoraltheologie Paul Zulehner und dem Theologen András Máté-Tóth erforschte er insbesondere im Rahmen des Großprojekts „Aufbruch“ das Bestehen der Kirchen während der sich wandelnden aggressiven Religions- und Kirchenpolitik in den kommunistischen Regimen nach der Konferenz von Helsinki zur Unterzeichnung der Schlussakte der Konferenz über Sicherheit und Zusammenarbeit in Europa (KSZE) am 1. August 1975.
Im Dezember 1995 gehörte Tomka zu den Mitgründern der International Study of Religion in Central and Eastern Europe Association (ISORECEA), deren Präsident er zwischen 2001 und 2006 war.
Über die empirische Erforschung von Kirchen und Religionen in 14 Ländern veröffentlichte er 2008 mit Zulehner das Fachbuch „Religionen und Kirchen in Ost(Mittel)Europa“, wobei er darin auch die Ergebnisse einer Untersuchung in zehn Ländern aus dem Jahr 1997 verarbeitete.
Für seine Verdienste wurde ihm am 15. Oktober 2001 unter anderem ein Ehrendoktor der Universität Wien verliehen.

## Veröffentlichungen
Zu den weiteren Veröffentlichungen gehören:
- Miklós Tomka, Ausra Maslauskaité, Andrius Navickas, Niko Tos: Religion und Kirchen in Ost(Mittel)Europa: Ungarn, Litauen, Slowenien. Gott nach d. Kommunismus, 1999, ISBN 978-3-7966-0975-6.
- Miklós Tomka, Paul M. Zulehner: Religion in den Reformländern Ost(Mittel)Europas, 1999, ISBN 978-3-7966-0939-8.
- Miklós Tomka, Paul M. Zulehner: Religion im gesellschaftlichen Kontext Ost(Mittel)Europas. Gott nach d. Kommunismus, 2000, ISBN 978-3-7966-0974-9.
- Miklós Tomka, Witold Zdaniewicz, Nikodem Krunoslav, Libor Prudky: Religion und Kirchen in Ost(Mittel)Europa: Polen, Kroatien, Tschechien. Gott nach d. Kommunismus, 2001, ISBN 978-3-7966-0989-3.
- Karl Gabriel, Josef Pilvousek, Miklós Tomka, Andrea Wilke, Andreas Wollbold: Religion und Kirchen in Ost(Mittel)Europa: Deutschland-Ost. Gott nach d. Kommunismus, 2003, ISBN 978-3-7966-1090-5.
- Paul M. Zulehner, Miklós Tomka: Religionen und Kirchen in Ost(Mittel)europa. Entwicklungen seit der Wende, 2008, ISBN 978-3-7966-1405-7.
- Miklós Tomka: Religiöser Wandel in Ungarn. Religion, Kirche und Sekten nach dem Kommunismus, 2010, ISBN 9783786728382.
- Miklós Tomka: Expanding Religion. Religious Revival in Post-Communist Central and Eastern Europe, 2011, ISBN 978-3-11-022815-1.